# Dicranomyia (Dicranomyia) affinis
Dicranomyia (Dicranomyia) affinis is een tweevleugelige uit de familie steltmuggen (Limoniidae). De soort komt voor in het Palearctisch gebied.